# ジャクリーヌ・デュ・ビエフ
ジャクリーヌ・デュ・ビエフ（Jacqueline du Bief、1930年12月4日 - ）は、フランス出身の女性フィギュアスケート選手。1952年オスロオリンピック女子シングル銅メダリスト。1952年世界フィギュアスケート選手権女子シングルチャンピオン。

## 経歴
- 1952年オスロオリンピックで銅メダルを獲得。
- 1952年世界フィギュアスケート選手権で優勝し、フランス女子シングル選手として初めての世界女王となった。

## 主な戦績
| 大会/年      | 1949-50 | 1950-51 | 1951-52 |
| ------------ | ------- | ------- | ------- |
| オリンピック |         |         | 3       |
| 世界選手権   |         | 2       | 1       |
| 欧州選手権   | 2       | 2       | 2       |